# Merle Brunnée
Merle Brunnée (1994) es una deportista alemana que compite en duatlón.
Ganó cuatro medallas en el Campeonato Mundial de Duatlón de Larga Distancia entre los años 2021 y 2024, y una medalla en el Campeonato Europeo de Duatlón de Media Distancia de 2024.

## Palmarés internacional
| Campeonato Mundial | Campeonato Mundial | Campeonato Mundial | Campeonato Mundial |
| Año                | Lugar              | Medalla            | Prueba             |
| ------------------ | ------------------ | ------------------ | ------------------ |
| 2021               | Zofingen (Suiza)   | Medalla de oro     | Individual         |
| 2022               | Zofingen (Suiza)   | Medalla de bronce  | Individual         |
| 2023               | Zofingen (Suiza)   | Medalla de oro     | Individual         |
| 2024               | Zofingen (Suiza)   | Medalla de oro     | Individual         |

| Campeonato Europeo | Campeonato Europeo | Campeonato Europeo | Campeonato Europeo |
| Año                | Lugar              | Medalla            | Prueba             |
| ------------------ | ------------------ | ------------------ | ------------------ |
| 2024               | Alsdorf (Alemania) | Medalla de plata   | Individual         |